# Alia carinata
Alia carinata, common name the "carinate", là một loài ốc biển rất nhỏ, là động vật thân mềm chân bụng sống ở biển trong họ Columbellidae.

## Phân bố
Loài này phân bố ở miền đông [[Thái Bình Dương, from Alaska to Baja California, México.

## Hình ảnh

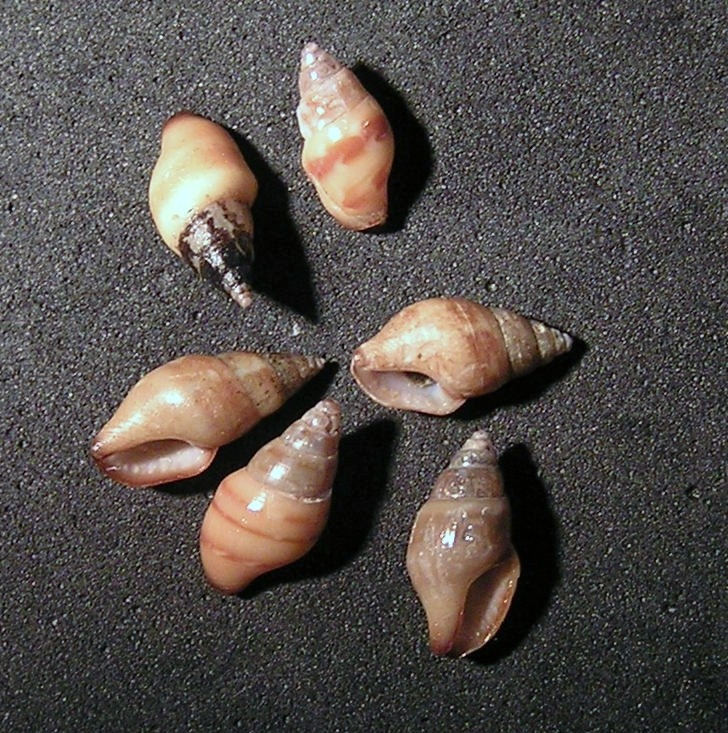

## Miêu tả
Loài này có vỏ dài khoảng 10 mm. The body whorl is sometimes carinate (with a keel) and sometimes not. The shell color is variable; it can be one uniform color hoặc patterned.